# Seamus Heaney
Seamus Justin Heaney (ur. 13 kwietnia 1939 w Bellaghy, zm. 30 sierpnia 2013 w Dublinie) – irlandzki poeta, laureat nagrody Nobla w dziedzinie literatury (1995).
Oprócz poezji Heaney zajmował się też krytyką literacką, dramatopisarstwem oraz tłumaczeniem: m.in. w 1999 wydał wierszowane tłumaczenie staroangielskiego poematu heroicznego Beowulf. Popularyzował również literaturę, biorąc często udział w programach radiowych i telewizyjnych jej poświęconych (np. w produkcjach BBC).

## Życiorys

### Dzieciństwo i młodość

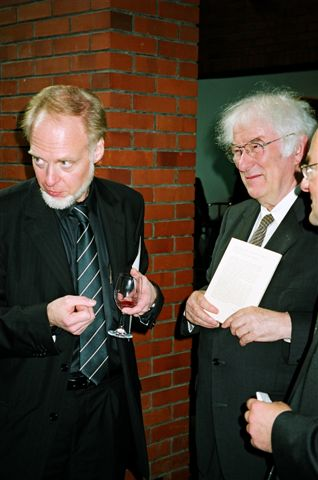
Seamus Heaney z synem Czesława Miłosza, Antonim, Centrum Manggha, Kraków, sierpień 2004

Seamus Justin Heaney urodził się 13 kwietnia 1939 roku jako najstarsze z dziewięciorga dzieci Margaret Kathleen i Patricka Heaneyów na rodzinnej farmie o nazwie Mossbawn, w pobliżu Castledawson w hrabstwie Londonderry w Irlandii Północnej, 30 mil na północny zachód od Belfastu. Wychował się w rodzinie katolickiej w atmosferze tradycyjnie patriotycznej (z tego właśnie powodu nazywa hrabstwo, w którym się urodził hrabstwem Derry), choć dalekiej od skrajnego nacjonalizmu. Uważa się za Irlandczyka, nie Brytyjczyka, i potwierdził to publicznie, wystosowując protest w formie wierszowanego listu otwartego, kiedy umieszczono jego utwory w antologii poezji brytyjskiej, z powodu przynależności Irlandii Północnej do Zjednoczonego Królestwa. Jako dziecko był w 1944 roku świadkiem przygotowań amerykańskich żołnierzy do lądowania w Normandii (D-Day).
Na początku kształcił się w lokalnej szkole podstawowej w miejscowości Anahorish. Następnie zdobył stypendium umożliwiające naukę na średnim szczeblu w St. Columb’s College, katolickiej szkole z internatem. Kiedy do niej uczęszczał, będąc nastolatkiem, jego rodzina przeniosła się w 1953 roku na większą farmę w miejscowości Bellaghy. W St. Columb’s nauczył się m.in. języka irlandzkiego. W 1957 roku Heaney pojechał do Belfastu studiować język i literaturę angielską na Queen’s University. Ukończył studia z wyróżnieniem w 1961 roku.

### Początki twórczości
W trakcie praktyki nauczycielskiej w St. Joseph’s Teacher Training College w Belfaście podjął pracę w Gimnazjum św. Tomasza (St Thomas’ Intermediate School) w zachodnim Belfaście. Dyrektorem tej szkoły był pochodzący z hrabstwa Monaghan pisarz Michael MacLaverty, dzięki któremu Heaney zapoznał się z poezją Patricka Kavanagha. W tym też okresie, w roku 1962, zaczął publikować poezje. W 1963 roku został wykładowcą w St. Joseph’s. Wiosną 1963, po opublikowaniu paru artykułów w lokalnych czasopismach, Heaney zwrócił uwagę Philipa Hobsbauma, będącego w tym okresie wykładowcą na wydziale anglistyki Queen’s University. Hobsbaum stworzył w Belfaście grupę lokalnych młodych poetów (na wzór zorganizowanej przezeń z powodzeniem grupy londyńskiej), dzięki czemu Heaney wszedł w kontakt z innymi poetami z Belfastu takimi jak Derek Mahon czy Michael Longley. W sierpniu 1965 Heaney ożenił się z Marie Devlin, nauczycielką pochodzącą z hrabstwa Tyrone (Marie Heaney jest również pisarką, w 1994 roku wydała Over Nine Waves, zbiór tradycyjnych mitów i legend irlandzkich, wydanych po polsku pt. Za dziewiątą falą w 1996). Pierwsze profesjonalne wydawnictwo Heaneya, arkusz poetycki Eleven Poems, opublikowane zostało w listopadzie 1965 z okazji święta Queen’s University. W 1966 Faber and Faber wydał jego pierwszy tomik poetycki pt. Death of a Naturalist (Śmierć naturalisty). Zbiór ten spotkał się z przychylnym przyjęciem krytyki i był wielokrotnie nagradzany. Również w 1966 roku Heaney uzyskał stanowisko wykładowcy współczesnej literatury angielskiej na Queen’s University i urodził się jego pierwszy syn, Michael. Drugi syn, Christopher, urodził się dwa lata później. W 1968 roku Heaney prezentował swoje wiersze, biorąc udział wraz z Michaelem Longleyem w "poetyckim tournée" nazwanym "Room to Rhyme", dzięki czemu jego twórczość stała się szerzej znana. W 1969 roku opublikowany został kolejny tomik, Door Into The Dark.

### Heaney jako uznany literat
Po krótkim okresie, podczas którego gościnnie wykładał na Uniwersytecie Kalifornijskim w Berkeley, Heaney wrócił w 1971 roku do Queen’s University. W 1972 roku opuścił stanowisko wykładowcy w Belfaście i przeniósł się do Republiki Irlandzkiej, podjąwszy pracę w Carysfort College (wyższa szkoła pedagogiczna) w Dublinie. W 1972 roku opublikował Wintering Out, a w ciągu paru kolejnych lat zaczął dawać odczyty w Irlandii, Wielkiej Brytanii i Stanach Zjednoczonych. W 1974 roku został członkiem Arts Council Republiki Irlandii, został również wybrany przez Aosdána (irlandzkie stowarzyszenie wybitnych artystów i pisarzy), którego jest członkiem, Saoi (najwyższy tytuł honorowy stowarzyszenia). W 1975 roku opublikował swój czwarty tomik, North. Stanął również na czele wydziału filologii angielskiej w Carysfort College w 1976 roku, i przeprowadził się wtedy do Dublina wraz z rodziną. Kolejny jego tomik, Field Work, został opublikowany w 1979 roku.
Selected Poems oraz Preocupations:Selected Prose zostały wydane w 1980 roku. W 1981 roku Heaney opuścił Carysfort, aby gościnnie wykładać przez pewien czas na Uniwersytecie Harvarda, w 1982 roku przyznano mu doktorat honoris causa Queen’s University w Belfaście. W 1983 roku, wraz z Brianem Frielem i Stephenem Rea założył wydawnictwo Field Day Publishing, a w 1984 roku opublikował Station Island. Również w 1984 roku obdarzono go na Uniwersytecie Harvarda bardzo prestiżowym stanowiskiem Boylston Professor of Rhetoric and Oratory. Rok ten przyniósł w późniejszej części także smutne wydarzenie – zmarła jego matka, Margaret Kathleen. W 1987 roku wydał tomik The Haw Lantern, lecz wkrótce po publikacji zmarł jego ojciec, Patrick. W 1988 roku wyszedł drukiem zbiór krytycznych esejów Heaneya pt. The Government of the Tongue. W 1989 roku Heaney otrzymał zaszczytne stanowisko profesora poezji (Professor of Poetry) na Uniwersytecie Oksfordzkim, które piastował przez okres pięciu lat do 1994 roku (stanowisko to nie wymagało stałego pobytu w Oksfordzie). W tym okresie Heaney dzielił swój czas pomiędzy Irlandię, Anglię i Amerykę. Wciąż też dawał publiczne odczyty i recytacje, które cieszyły się sporą popularnością. Przybywała na nie tak liczna publiczność i były z takim entuzjazmem wyczekiwane, że osoby stojące w kolejkach po bilety nazywano nawet czasem "Heaneyboppers", termin sugerujący podobny do gwiazdy muzyki pop status Heaneya wśród zwolenników jego poezji.
W 1990 roku wydana została The Cure At Troy, sztuka oparta na greckim micie, którą bardzo przychylnie przyjęto. W 1991 wyszedł kolejny tomik poetycki, Seeing Things. W 1995 roku Heaneyowi przyznano Nagrodę Nobla w dziedzinie literatury, jak to określił komitet noblowski, za dzieła charakteryzujące się lirycznym pięknem i etyczną głębią, które sławią cuda dnia powszedniego i żywą przeszłość. Wydany w 1996 roku kolejny zbiór poezji, The Spirit Level, został przez jury Nagrody Whitbread wybrany książką roku. Ten sam sukces powtórzyło w 1999 roku jego tłumaczenie staroangielskiego eposu Beowulf. W 2001 roku ukazał się kolejny tomik pt. Electric Light (Światło elektryczne), najnowszy zaś pt. District and Circle – 6 kwietnia 2006 roku.
W 2005 roku uzyskał Nagrodę Literacką Irlandzkiego PEN-Clubu (Irish PEN Award for Literature).

## Charakter twórczości
Twórczość Heaneya dotyczy często "spraw lokalnych" – to znaczy najbliższego otoczenia poety i poszczególnych elementów tej sfery. Nieuchronnie oznacza to Irlandię, a w szczególności Irlandię Północną. Odniesienia do sekciarskiej przemocy, która rozgrywała się niemal równocześnie z jego karierą pisarską, można odnaleźć w wielu wierszach Heaneya, nawet w tych, które pozornie dotyczą innej tematyki. Pomimo licznych podróży, znaczna część twórczości poety osadzona jest w wiejskim Derry, gdzie spędził dzieciństwo. Podobnie jak konflikt irlandzki, twórczość Heaneya głęboko wiąże się z historią, czasem nawet prehistorią. Tematem wielu utworów Heaneya jest przeszłość jego własnej rodziny, koncentrują się one często wokół osób ją tworzących i niejednokrotnie mogą być odczytywane jako elegie dla jej członków. Sam Heaney przyznaje, że taki trend jest obecny w jego twórczości.
Godne uwagi są również w poezji Heaneya nuty staroangielskie (np. wybierane przezeń formy poetyckie, środki stylistyczne, tematyka), uniwersyteckie studia dotyczące również języka staroangielskiego wywarły znaczny wpływ na jego twórczość. Zaowocowało to również swego rodzaju odrodzeniem zainteresowania staroangielskimi formami poetyckimi wśród licznych poetów czerpiących inspiracje z twórczości Heaneya.
Inne charakterystyczne dla poezji Heaneya wątki to śmierć, umieranie, pamięć, często przewija się również w jego utworach metafora przeszłości ukrytej w bagnie, np. w wierszu "The Tollund Man" ("Człowiek z Tollund") z tomiku Wintering Out.
Heaney jest autorem wysoko cenionych przez krytykę esejów, bardzo często poświęcanych tematyce literackiej, oraz dwu sztuk. Jego antologie poezji anglojęzycznej (współredagowane z przyjacielem Tedem Hughesem) The Rattle Bag oraz The School Bag są szeroko wykorzystywane w szkołach w Wielkiej Brytanii i poza jej granicami. Oprócz dzieł oryginalnych Heaney wydaje również tłumaczenia na język angielski, np. cenione wierszowane tłumaczenie Beowulfa ze staroangielskiego w 1999 roku, tłumaczenie średniowiecznej irlandzkiej opowieści Suibhne Gealt pt. Sweeney Astray z 1983 roku oraz nowa wersja Antygony Sofoklesa zatytułowana The Burial at Thebes z 2004 roku.
Wpływ Heaneya na współczesną poezję jest bardzo istotny. Robert Lowell nazwał go nawet najważniejszym poetą irlandzkim od czasów Yeatsa, a wielu innych podziela ten pogląd. Wpływ ten nie ogranicza się do Irlandii, lecz daje się odczuć na całym świecie. Jednakże niektórzy krytycy atakują Heaneya za nieodnoszenie się do sytuacji politycznej w Irlandii Północnej w bardziej bezpośredni sposób.

## Związki z Polską
Poetę łączyły również związki z Polską – wysoko cenił polską poezję, szczególnie Czesława Miłosza i Zbigniewa Herberta. Temu ostatniemu poświęcił jeden z wierszy w tomiku Światło elektryczne. W 1994 roku wydał, wspólne ze Stanisławem Barańczakiem, tłumaczenie na język angielski Trenów Jana Kochanowskiego.
W czasie II Spotkań Poetów w Krakowie w okresie 10-13.11.2000 roku czytał swój wiersz "Św. Kevin i kos".
W 2005 roku Uniwersytet Jagielloński przyznał mu tytuł doktora honoris causa.
Poezję Seamusa Heaneya tłumaczyli na język polski m.in. Piotr Sommer oraz Stanisław Barańczak.
W 2011 roku ukazała się pierwsza w języku polskim monografia poświęcona twórczości poety Heaney. Wiersze pod dotyk Jerzego Jarniewicza.
Heaney był członkiem Polskiej Akademii Umiejętności.

## Twórczość

### Poezja
- Death of a Naturalist, 1966
- Door into the Dark, 1969
- Wintering Out, 1972
- Stations, 1975
- North, 1975
- Field Work, 1979
- Selected Poems 1965-1975, 1980
- Station Island, 1984
- The Haw Lantern, 1987
- New Selected Poems 1966-1987, 1990
- Seeing Things, 1991
- The Spirit Level, 1996
- Opened Ground: Poems 1966-1996, 1998
- Electric Light, 2001
- District and Circle, 2006
- Human Chain, 2010

### Dramat
- The Cure at Troy. A version of Sophocles' Philoctetes, 1990
- The Burial at Thebes. A version of Sophocles' Antigone, 2004

### Eseje
- Preoccupations: Selected Prose. 1968-1978, 1980
- The Government of the Tongue, 1988
- The Place of Writing, 1989
- The Redress of Poetry: Oxford lectures, 1995
- Crediting Poetry: The Nobel Lecture, 1995
- Finders Keepers: Selected Prose 1971-2001, 2002

### Tłumaczenia
- Sweeney Astray. A version from the Irish, 1983
- The Midnight Verdict, 1993
- Jan Kochanowski: Laments, 1995 (tłumaczenie Trenów we współpracy ze Stanisławem Barańczakiem)
- Beowulf, 1999
- Diary of One who Vanished, 1999

### Twórczość Seamusa Heaneya wydana po polsku
- 44 wiersze, Kraków 1995, Wydawnictwo Znak; wybór, przekład, wstęp i opracowanie Stanisław Barańczak
- Ciągnąc dalej. Nowe wiersze 1991−1996, Kraków1996, Wydawnictwo Znak; tłum. S. Barańczak
- Zawierzyć poezji, Kraków 1996, Wydawnictwo Znak; wybór esejów, tłum.: Stanisław Barańczak, Magdalena Heydel, Jerzy Jarniewicz, Piotr Sommer, Adam Szostkiewicz, Adam Szuba, wybór i wstęp: Stanisław Barańczak
- Kolejowe dzieci, Legnica 1998, Centrum Sztuki – Teatr Dramatyczny; wybór poezji i prozy, tłum. Piotr Sommer
- Znalezione – przywłaszczone. Eseje wybrane 1971-2001, Kraków 2003, Wydawnictwo Znak, tłum. Magda Heydel
- Sweeney Astray Vancouver, Kanada, 2000, w tłumaczeniu i ze wstępem R. Sabo-Walsha, rocznik "Strumień" (nr 2)
- Światło elektryczne, Kraków 2003, Wydawnictwo Znak, tłum. Stanisław Barańczak
- Przejrzysta pogoda. Wiersze wybrane, Kraków 2009, Wydawnictwo Znak, tłum. Stanisław Barańczak

## Odznaczenia
- Commandeur Orderu Sztuki i Literatury – Francja, 1996[5]
- Złoty Medal „Zasłużony Kulturze Gloria Artis” – Polska, 2010[6][7]